# Руишиани
Руишиани — древнее царство[уточнить], располагающееся рядом с Урарту, который упоминается в клинописных источниках. По мнению академика Б.Б.Пиотровского, Руишиани находился к северо-западу от Урарту; упоминается также царь — Рашуни.

## Описание
Походы урартийцев в основном были направлены на север. Именно так обстояло дело и со вторым походом данного года против Этиуни. Однако время от времени Сардури II действовал и в других направлениях, причем если Руишиани в самом деле относился к другому маршруту, то именно с рассматриваемого периода прослеживается некоторое оживление в военно-политической истории Биайнили-Урарту. Это подтверждается событиями последующих лет, когда наряду с активными военными действиями в северных областях Сардури II снаряжает военные экспедиции также и на восток (Пулуади), и на юго-запад (Куммух). 
В таком случае страна Руишиани в одной из заглавных деклараций Сардуриевской летописи относится не к северному (как Этиуни этого года), а к юго-западному направлению. В этой связи привлекает внимание название города Рашайина (совр. Рас-эл-Айн) географии Армении VII в., находившегося у истоков евфратского Хабура. Следовательно, первый поход урартийцев в рассматриваемом году был совершен, возможно, на юго-запад, во время которого Сардури II мог дойти вплоть до истоков евфратского Хабура к юго-западу от гор Кашйари.